# Sillon Mosellan (Mosellinie)

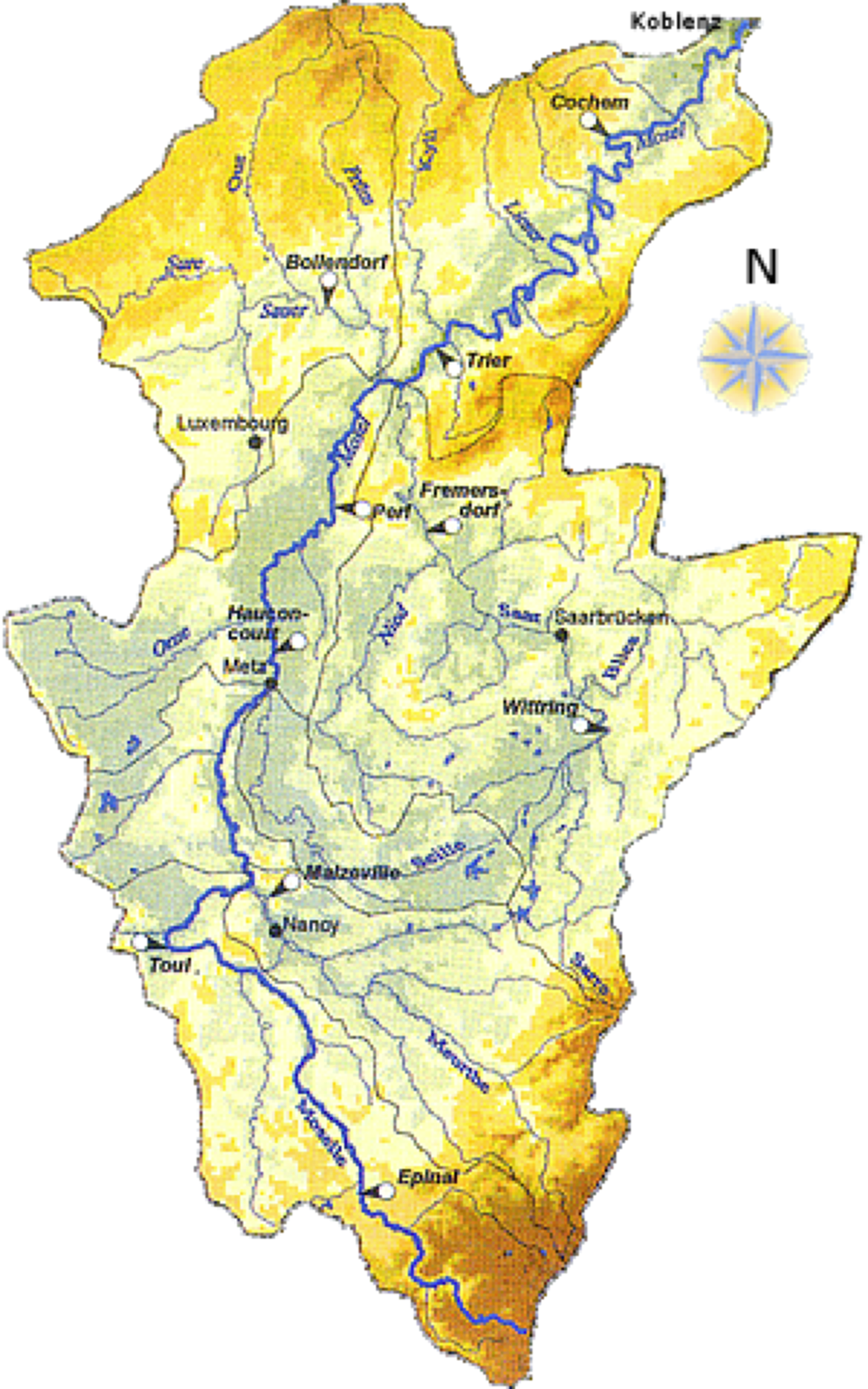
Carte du bassin de la Moselle

Das Sillon mosellan (Mosellinie) ist ein topografisches Becken, das in die historische Nord-Süd-Achse integriert ist, die Südeuropa mit Nordeuropa und den Mittelmeerbogen mit den Häfen der Nordsee verbindet.
Es befindet sich auf der europäischen Magistrale Paris-Budapest.

## Lage
Das Sillon Mosellan verläuft von der deutsch-luxemburgischen Grenze bis südlich von Nancy und stellt aufgrund ihrer physischen und wirtschaftlichen Kontinuität die dicht besiedelte Region Lothringen dar.
Das Sillon Lorraine folgt dem Doppellauf (natürlich und kanalisiert) der Mosel. Es handelt sich daher in erster Linie um eine geografische und geologische Einheit nordöstlich der Lothringer Hochebene (500 m Höhe), deren durchschnittliche Höhe etwa 150 m beträgt, manchmal mit einem leichten Gefälle entlang der Ufer der Mosel.
Studien der Eurokorridore zeigen, dass Lothringen immer mehr zu einem Gebiet mit Konzentration auf Wirtschaftsbetriebe der Logistikbranche und einer modalen Umstrukturierung für große europäische Verkehrsströme zugunsten alternativer Verkehrsträger zur Straße wird.

### Norden
Im Norden besteht das Mosel-Sillon aus einer ununterbrochenen Abfolge von Städten zwischen Metz und Thionville (Ballungsgebiet Metz-Thionville), die auf zwei Seiten einer Schneise liegen, das vom Nebeneinander verschiedener Verkehrsnetze geprägt ist: Autobahnen A30 und A31; die Bahnlinien der TER, Fracht und TGV Paris-Luxemburg; die kanalisierte Mosel. 242 Gemeinden in einem Gebiet mit mehr als 600.000 Einwohnern leben hier zusammen, dem größten urbanen Gebiet Lothringens mit einem Viertel der Gesamtbevölkerung der Region.
Die städtischen Agglomerationen Thionville und Metz werden vom französischen Statistikamt INSEE jedoch offiziell als zwei unterschiedliche Einheiten betrachtet. Die Agglomerationsgemeinden Metz Métropole, Thionville-Portes de France und die dazwischen liegenden Gemeindegemeinschaften, darunter auch die Gemeindegemeinschaft der Mosellinie, waren bisher noch nie in derselben Verwaltungsstruktur (Stadtgemeinde) zusammengefasst. Die gewählten Beamten von Metz und Thionville bekräftigten ihren Wunsch, eine Struktur der interkommunalen Zusammenarbeit zu entwickeln.

### Zentrum
Im Zentrum heben sich die städtischen Gebiete der beiden wichtigsten lothringischen Städte Metz und Nancy deutlich von den dazwischen liegenden Landschaften ab.
Im Moseltal, das von der TER-Métrolor-Linie bedient wird, gibt es auf beiden Seiten eine Reihe kleiner Städte (Pompey, Dieulouard, Pagny-sur-Moselle, Corny-sur-Moselle, Ars-sur-Moselle usw.). Andere gehören zu Agglomeration von Pont-à-Mousson. Die Bevölkerungsdichte nimmt rapide ab, je weiter man sich vom Fluss entfernt. Die häufig überlastete Autobahn A31 verläuft einige Kilometer östlich des Moseltals und durchquert überwiegend landwirtschaftlich genutzte Ebenen im ländlichen Raum.

### Osten
Noch weiter östlich liegen der Flughafen Metz-Nancy-Lothringen und der Bahnhof Lorraine TGV.

### Süden
Im Süden markiert die städtische Einheit der Region Nancy mit rund 400.000 Einwohnern die Grenze des Sillon Mosellan, die im Herzen des Vogesenmassivs, insbesondere im Industriegebiet der Stadt Épinal, verstreut ist. 
Sie reicht auch bis zum südlichen Ende der Nationalstraße 57, im Gebiet der Gemeinde Remiremont.
Heutzutage wird das Moselle-Sillon häufig mit dem Sillon Lorraine verwechselt, einem durch den Zusammenschluss der Städte Thionville, Metz, Nancy und Épinal ins Leben gerufenen Netzwerk von Ballungsräumen mit 1.160.000 Einwohnern entlang der A31, die als Kommunikationsmittel für den täglichen Bedarf genutzt wird Nutzung.
Die Schaffung dieses Städtenetzes französischer Kommunen bekräftigt den Wunsch, eine Wirtschaftsachse von europäischer Tragweite zu schaffen, die Lothringen durchquert und auf der die vier größten Städte der Region liegen.
Es wurde 1998 ins Leben gerufen und im Oktober 2005 als Verein gegründet.